# Malaki Branham
Malaki Lamar Branham (ur. 12 maja 2003 w Columbus) – amerykański koszykarz, występujący na pozycjach rzucającego obrońcy lub niskiego skrzydłowego, aktualnie zawodnik San Antonio Spurs.
W 2021 został wybrany najlepszych koszykarzem szkół średnich stanu Ohio (Ohio Mr. Basketball). Wystąpił też w meczu gwiazd Jordan Brand Classic (2021).

## Osiągnięcia
Stan na 21 stycznia 2023, na podstawie, o ile nie zaznaczono inaczej.

### NCAA
- Uczestnik II rundy turnieju NCAA (2022)
- Najlepszy pierwszoroczny zawodnik:
  - NCAA (2022 – Kyle Macy Award)
  - konferencji Big 10 (2022)
- Zaliczony do:
  - I składu najlepszych pierwszorocznych zawodników Big 10 (2022 – Kyle Macy Award Freshman All-America Team)
  - III składu Big Ten (2022)
- Najlepszy pierwszoroczny zawodnik kolejki Big 10 (2021/2022 – 3.01.2022, 10.01.2022, 28.02.2022)